# High Fly
Singles de Jean-Jacques Goldman 
(sous le pseudonyme First Prayer)
Slow Me Again
(1979) Il suffira d'un signe
(1981)
High Fly est une chanson de First Prayer, sortie en single 45 tours et maxi 45 tours en 1980.

## Historique
Sous ce pseudonyme se cache Jean-Jacques Goldman, qui, à cette période, après la séparation du groupe Tai Phong et après plusieurs singles enregistrés en solo ayant rencontré des échecs commerciaux, enregistre deux titres chez un label indépendant, dont High Fly, chanson disco comparé au style des Bee Gees,.